# Унуненијум
Унуненијум (лат. Ununennium), такође познат и као ека-францијум или једноставно елемент 119, хемијски је елемент са атомским бројем 119 и симболом Uue. Унуненијум и Uue је привремено систематско  име односно симбол, док стално име не буде одабрано у будућности. У периодном систему елемената, очекује се да ће да се смести у s-блок, и то као алкални метал и први елемент у осмој периоди.
Унуненијум је елемент са најмањим атомским бројем који још увек није синтетисан. Било је неколико покушаја од стране америчких, немачких и руских научника да синтетишу овај елемент: сви су били неуспешни, а експериментални доказ је показао да ће синтетисање унуненијума вероватно да буде веома теже него што је то било са претходним елементима, као и да ће овај елемент можда да буде пенултимативни који је могуће синтетисати са тренутно доступном технологијом. Његова позиција као седмог алкалног метала говори да би имао слична својства као и ови до сада откривени метали (литијум, натријум, калијум, рубидијум, цезијум и францијум); међутим, релативистички ефекти можда ће да изазову девијације у неким од својстава овог елемента у односу на оно што се очекује директном применом периодичних законитости. На пример, очекује се да ће унуненијум да буде мање реактиван од цезијума и францијума и да ће да се понаша сличније калијуму и рубидијуму; елемент би требало да покаже карактеристично +1 стање оксидације алкалних метала, али такође је предвиђена могућност да ће стање оксидације да буде +3 што је до сада непрепознато стање код било ког од алкалних метала.